# 船岡自衛隊ワイルドボアーズ
船岡自衛隊ワイルドボアーズ（ふなおかじえいたいワイルドボアーズ）は、2023年現在、トップイーストリーグCグループに所属する陸上自衛隊船岡自衛隊のラグビーユニオンチーム。練習グラウンドは、宮城県柴田町にある。

## 概要
- 1969年創部
- チーム名の「ワイルドボアーズ（Wild Boar’s）」とは、野生の猪の意味で、チームのキャラクターにも猪が使用されている。

## チームスローガン
- 2014年度:「In addition」
- 2015年度:「J.U.S.T RUGBY - 俺がやる。 」

## タイトル
最上位リーグ
なし
下位リーグ
- 関東社会人リーグ1部　優勝：1回（2008）

自衛隊大会
- 全自衛隊ラグビー大会　優勝（20連覇中）[2]

7人制大会
- 東北・北海道七人制ラグビー大会　優勝[3]

## 成績

### リーグ戦戦績
- 2001-2002 東北社会人リーグ 5位（3勝3敗）
- 2002-2003 東北社会人リーグ 3位（4勝2敗）
- 2003-2004 トップノース 3位（2勝4敗）
- 2004-2005 トップノース 3位（2勝4敗）
- 2005-2006 トップノース 2位（3勝2敗）、来シーズンより関東社会人リーグ1部に転籍
- 2006-2007 関東社会人リーグ1部 4位（6勝3敗1分）
- 2007-2008 関東社会人リーグ1部 4位（7勝3敗）
- 2008-2009 関東社会人リーグ1部 優勝（9勝2敗）
- 2009-2010 関東社会人リーグ1部 5位（6勝5敗）
- 2010-2011 関東社会人リーグ1部 5位（7勝3敗）、トップイーストリーグDiv.2へ参入
- 2011-2012 トップイーストリーグDiv.2 7位（1勝5敗）、順位決定戦：2位、トップイーストリーグDiv.2残留
- 2012-2013 トップイーストリーグDiv.2 7位（1勝6敗）、順位決定戦：2位、トップイーストリーグDiv.2残留
- 2013-2014 トップイーストリーグDiv.2 5位（2勝4敗1分）
- 2014-2015 トップイーストリーグDiv.2 2位（5勝1敗1分）、順位決定戦の結果、トップイーストリーグDiv.2残留
- 2015-2016 トップイーストリーグDiv.2 7位（1勝6敗）、順位決定戦：1位、トップイーストリーグDiv.2残留
- 2016-2017 トップイーストリーグDiv.2 5位（3勝4敗）
- 2017-2018 トップイーストリーグDiv.2 2位（6勝1敗）、順位決定戦：3位、トップイーストリーグDiv.1昇格[4]
- 2018-2019 トップイーストリーグDiv.1 9位（1勝7敗1分）、順位決定戦：4位、トップイーストリーグDiv.2降格
- 2019-2020 トップイーストリーグDiv.2 4位（4勝2敗1分）、リーグ再編に伴いトップイーストリーグCグループへ参入[5]
- 2020-2021 リーグ戦中止
- 2021-2022 トップイーストリーグCグループ 5位（3勝4敗）
- 2022-2023 トップイーストリーグCグループ 7位（2勝5敗）、入替戦：不戦勝、トップイーストリーグCグループ残留
- 2023-2024 トップイーストリーグCグループ 6位（2勝5敗）
- 2024-2025 トップイーストリーグCグループ 4位（4勝3敗）

## 過去の所属選手
- 畠山剛（元日本代表、元新日鉄釜石ラグビー部）

## 自衛隊のラグビーチーム
- 習志野自衛隊PARATROOPS - 2023年現在関東社会人リーグ1部に所属する。
- 善通寺自衛隊ラグビー部 - 2023年現在トップウェストCに所属する。